# 电子爱沙尼亚
电子爱沙尼亚（英語：e-Estonia）是爱沙尼亚政府通过电子解决方案促进公民与国家互动的一项运动。在这一举措下创建的电子服务包括网络投票、电子税务委员会、电子商务、电子银行、电子票务、电子学校、网络大学、电子政务学院以及若干移动应用。中文有称该运动或相关应用为电子爱沙尼亚、爱沙尼亚电子公民、爱沙尼亚在线等。

## 历史
1991年，爱沙尼亚摆脱苏联，恢复为独立的主权国家。独立之后，第一任首相马尔特·拉尔帮助推动了该国历经了一次现代化，为该国进入数位時代奠定了基础。
在改革初期，爱沙尼亚拒绝了芬兰提供的免费赠送旧模拟电话交换机的邀请，选择建立自己的数字电话系统。一项向学校提供计算机的计划于1998年成功向该国每所学校提供互联网接入能力。2000年，政府宣布互联网接入为一项人权，并将其推广到农村地区。
系统架构师Tarvi Martens在《纽约客》中被描述为「公认的爱沙尼亚数字平台奠基人」。

## e-Residency
2014年底，爱沙尼亚成为第一个向外国人提供电子居住权的国家，这是爱沙尼亚政府称之为「走向无国界的国家」的一步。根据这项计划，非居民可以申请由该国颁发的一个智能ID卡，与爱沙尼亚的居民享有同等的各种电子服务。使用ID卡进行这些服务时需验证一个四位数的PIN码。该卡与另一个单独的PIN码配合使用还能通过互联网用该ID对文件进行数字签名，这种做法在欧盟内各地都具有法律约束力。
虽然e-Residency提供这些服务，但它并不授予实际居住权、进入该国的权利，或将智能ID卡作为实体身份证件或作为旅行证件的功能。
迄至2022年，9萬多人獲得愛沙尼亞數字居民身份。俄罗斯、乌克兰、德国、芬兰、中国（大陆）為前五大數字居民输入国，其中4600多人持有中国大陆护照。每100个數字居民，有24人会注册愛沙尼亞公司；而每100个中国籍數字居民，只有8人如此行事。

## 技术
e-Estonia的数据并非集中存储，而是使用由政府运行的称为X-Road的数据平台来链接来自本地主机的信息。X-Road基于由Guardtime开发的名为K.S.I.的技術以预防篡改。该系统在卢森堡的服务器上备份，与外交代表機構享有同等保护。该系统设计上允许爱沙尼亚政府发生事故时也能确保数字领土的控制权。
每个人都可以访问关于自己的所有爱沙尼亚数据，所有向系统的查询都会记录。
2017年，捷克一个研究小组发现，许多e-Estonia卡中使用的物理芯片在建立身份方面存在漏洞，导致这些卡被暂时锁定。

## 功能
爱沙尼亚医护人员可以通过X-Road访问一个电子救护车应用程序，医务人员得以即时访问病人病例。该系统也被用于遠距醫療。
e-Estonia通过i投票应用实现了电子投票，该应用使用基于ID卡的系统做到远程投票。在2014年，约有三分之一的选票都是使用该应用投出。

## 拓展阅读
- Cuthbertson, Anthony. . International Business Times. October 7, 2014  [February 2, 2015]. （原始内容存档于2018-01-29）.
- . The Economist. June 26, 2014  [February 2, 2015]. （原始内容存档于July 1, 2014）.
- Scott, Mark. . The New York Times. October 8, 2014  [February 2, 2015]. （原始内容存档于2018-03-07）.
- . May 27, 2014  [February 2, 2015]. （原始内容存档于2018-03-08）.
- . e-Estonia. Feb 13, 2013  [February 2, 2015]. （原始内容存档于2018-06-10）.
- Aasmae, Kalev. . CBS Interactive.   [February 2, 2015]. （原始内容存档于2018-02-24）.
- Mansel, Tim. . BBC News. May 16, 2013  [February 2, 2015]. （原始内容存档于2018-03-06）.